# NGC 4010
NGC 4010 is een balkspiraalstelsel in het sterrenbeeld Grote Beer. Het hemelobject werd op 26 april 1830 ontdekt door de Britse astronoom John Herschel.

## Synoniemen
- UGC 6964
- MCG 8-22-49
- ZWG 243.34
- PGC 37697